# Venom (banda)
Venom é uma banda de metal inglesa, formada em 1979. Proveniente do NWOBHM, a formação clássica da banda era composta por Cronos (voz e baixo), Mantas (guitarra) e Abaddon (bateria).
O estilo inovador do Venom, com um som muito pesado para a sua época, o vocal ríspido de Cronos, o ritmo veloz e as letras satânicas, fizeram a banda se destacar no cenário mundial consagrando-os como um dos grupos mais conhecidos e importantes do metal dos anos 1980. Seus dois primeiros álbuns, Welcome to Hell (1981) e Black Metal (1982), tornaram-se referência no gênero e são considerados os primeiros discos de metal extremo lançados. Sua influência sobre o thrash metal e outros estilos foi tamanha, que seu segundo disco deu nome ao subgênero black metal.

## Biografia

### As origens (1978 - 1980)
O Venom foi originalmente formado como um quinteto (vocal, duas guitarras, baixo e bateria), sob o nome  Guillotine, em 1978. Suas influências originais, ou mais propriamente dito, do seu guitarrista Jeff Dunn, que comandava musical e ideologicamente a banda, eram as junções musicais entre o punk e o metal de bandas como Motörhead, os riffs agressivos e rápidos de grupos como Judas Priest, a atração por grupos ocultistas, como Black Sabbath, e do drama visual de bandas como Kiss. Eles também foram influenciados por lendárias bandas de hard rock setentistas como Led Zeppelin.

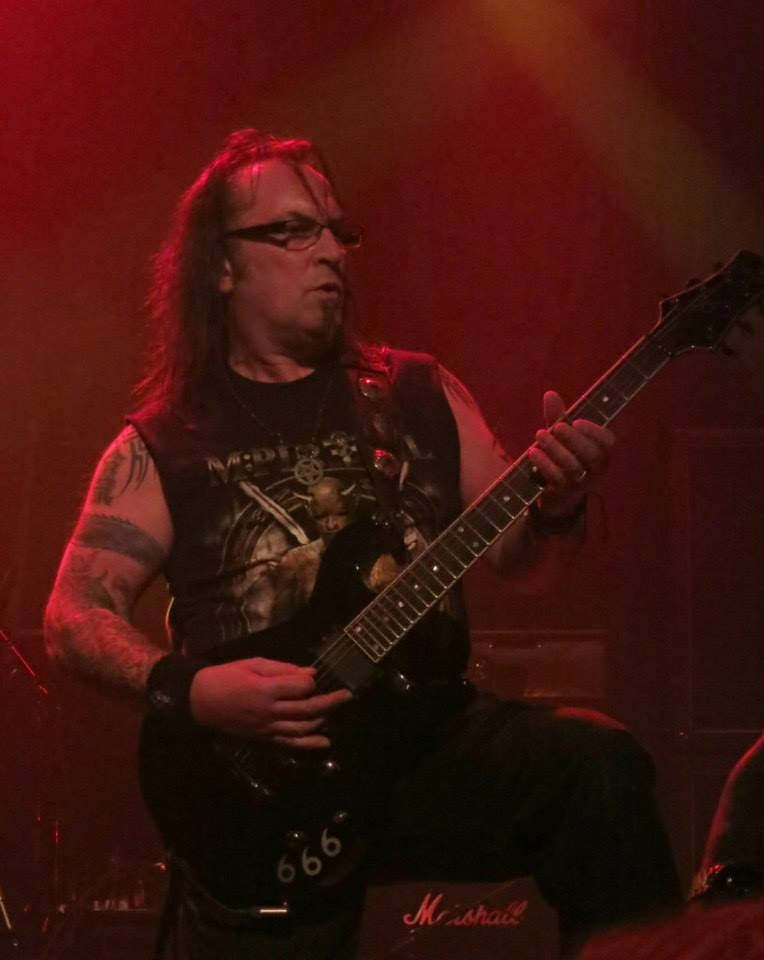
Mantas em Londres (2014)

Após o vocalista e baterista originais deixarem a banda devido a diferenças pessoais (o baterista Chris McPeters decidiu se casar e o vocalista Dave Blackman se aborreceu quando um ensaio do grupo com fogos de artifício terminou incendiando seu jardim), o
acaso determinou que Jeff Dunn conhecesse em um show do Judas Priest em Newcastle, os que, até então, eram membros da banda Oberon: o baterista Tony Bray e vocalista Clive Archer. Observando que ambos mostraram insatisfação com a cena metal na época, onde as bandas mais pesadas passaram a ser Judas Priest e Motörhead, Dunn ofereceu a ambos os músicos audição para os cargos vagos na banda.
No final de 1979, o segundo guitarrista, D. Rutherford também decidiu deixar o projeto por motivos pessoais e à segunda posição guitarra foi ocupada por Conrad Lant, o qual Dunn tinha encontrado na casa de um amigo em comum.
Com o advento da Lant, o Venom tinha definido completamente o caráter musical e lírico, pelo qual viria a ser conhecido, a banda mudou o nome de Guillotine para Venom e seus membros adotaram pseudônimos pelo que hoje são conhecidos (Cronos: Conrad Lant , Mantas: Jeff Dunn, Abbadon: Tony Bray e Jesuschrist: Clive Archer). Nessa época, o baixista original Dean Hewitt foi substituído por Alan Winston, o recém-chegado.
Winston acabaria por deixar o conjunto em menos de um ano, uma semana antes do primeiro show da banda no Clube Meth em Wallsend, Inglaterra. A partir desse momento Cronos assumiu a responsabilidade de interpretar o baixo, dizendo que "tocar baixo não poderia ser tão difícil, afinal". Venom tornou-se assim um quarteto com um vocalista (Jesuschrist) um guitarrista (Mantas), um baixista (Cronos) e um baterista (Abbadon).
Em abril de 1980, esta formação entrou em estúdio para gravar a primeira demo incluindo três de suas músicas clássicas, "Angel Dust", "Raise the Dead" e "Red Light Fever". Mas esta seria a única gravação conhecida do Venom como um quarteto, porque Clive Archer deixou a banda logo depois. Em seguida, o grupo se concentraria em compor novas músicas e em ensaiar aqueles que já tinham, até acharem um novo vocalista.
Foi durante um desses testes que Cronos tomou o microfone para acompanhar uma das canções recém-compostas por Mantas ("Live like an Angel") e, em seguida, Mantas e Abaddon reconheceram que a combinação de cantos e gritos guturais eram exatamente o tipo de som que estavam procurando para a banda. Assim sendo, Cronos fica como baixista e vocalista.

### Primeiros álbuns - formação clássica (1981 - 1986)

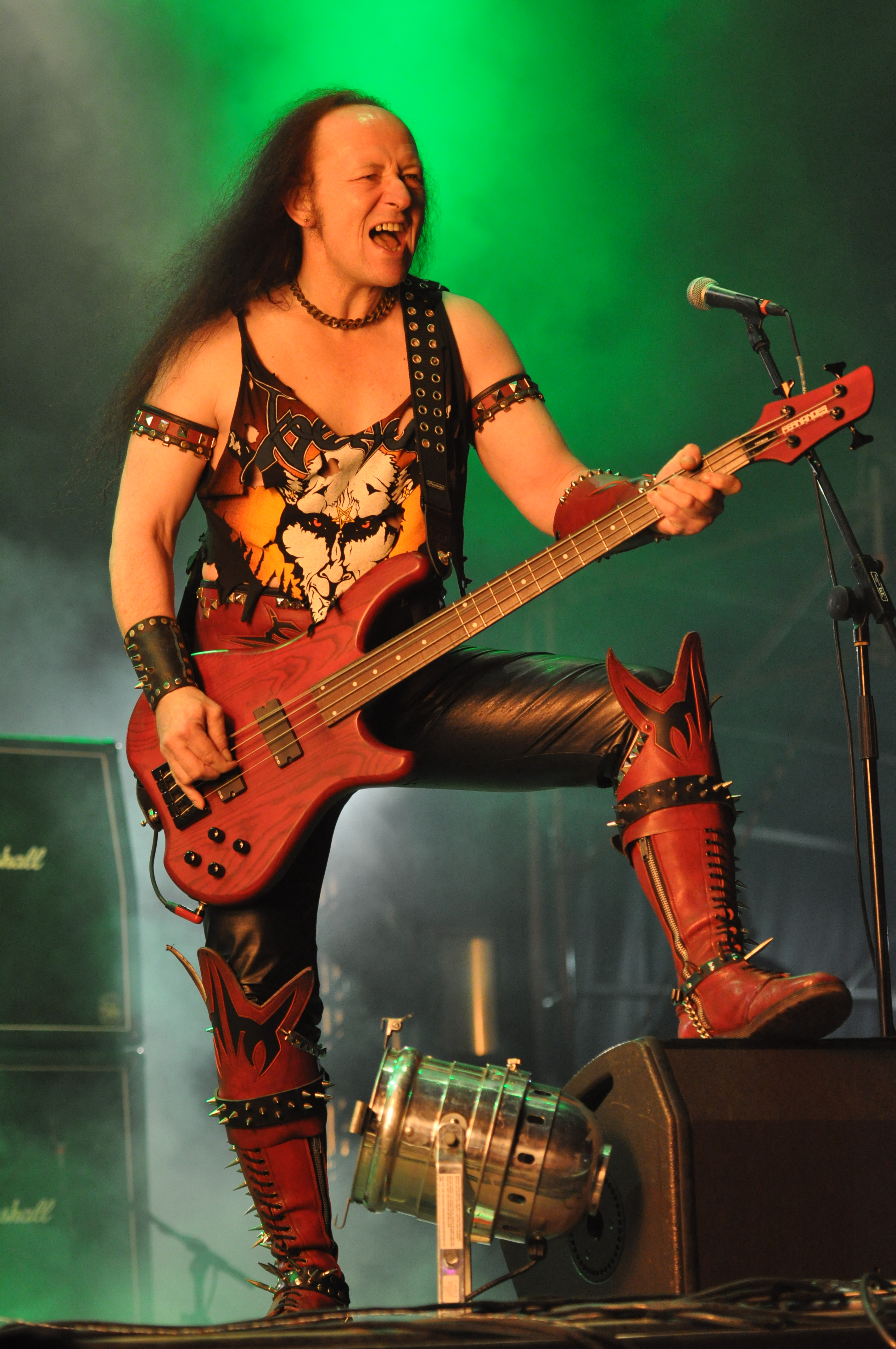
Cronos no Party.San Metal Open Air (2013)

A primeira gravação do Venom como um trio foi o single "In League with Satan". Esta foi uma das canções incluídas no álbum de estreia do  Venom, "Welcome to Hell" , lançado no fim de 1981. É considerado por muitos como o primeiro álbum de thrash metal e black metal, e teve uma grande influência sobre o desenvolvimento desses estilos, tornando-se um "divisor de águas" no metal. Welcome to Hell contém a música "Mayhem com Mercy", que foi a inspiração para o nome da banda norueguesa Mayhem. O álbum foi na realidade uma coleção de demos e, de acordo com o próprio Cronos, é a razão pela qual há uma grande diferença na qualidade de som entre Welcome to Hell e seu segundo álbum.
Um ano após o lançamento de Welcome to Hell, foi lançado o álbum "Black Metal", considerado por muitos o álbum mais importante do Venom. Black Metal é citado como talvez  a influência mais importante para o desenvolvimento de black metal, thrash metal, death metal, e outros estilos que formariam o que seria definido como metal extremo. Foi o responsável por batizar o gênero black metal surgido na Noruega início dos anos 1990, devido à admiração que os músicos tinham pela banda.
O terceiro LP do grupo "At War with Satan" trouxe uma variação no nível estilístico das interpretações (incluindo uma faixa-título em forma de epopeia de 20 minutos, que já havia sido introduzido na gravação anterior). At War with Satan colocou o  Venom no mesmo nível que outros grupos de sucesso da época como Iron Maiden e Motörhead. Também apareceu sorrateiramente nas paradas de álbuns no Reino Unido (n º 64) e Suécia (n º 48).
Em 1985 o Venom apresentou "Possessed", lançamento que, embora essencialmente mantivesse os elementos básicos da banda, flerta abertamente com as fronteiras comerciais do gênero, propondo uma visão mais refinada do som do grupo e afastando-se do satanismo clássico para abordar o ocultismo como temática. A banda imediatamente recebeu rejeição pelo disco e rapidamente gravou um novo álbum chamado Deadline, mas este nunca veria a luz porque Mantas sairia do Venom para tentar uma carreira solo.
No ano de 1986 saiu a coletânea The Singles 1980-1986, contendo, como o nome diz, os singles lançados em 1980 e 1986. Dentre as canções incluídas, dez delas não haviam aparecido em nenhum disco, mas acabaram tornando-se famosas entre os fãs, como "Bloodlust", "In Nomine Satanas", "Die Hard" e "Seven Gates of Hell". No fim do mesmo ano, foi lançado Eine Kleine Nachtmusik, disco duplo ao vivo que marcou o encerramento da formação clássica do trio britânico.

### Mudanças na formação e fim da banda (1987 - 1993)
Para substituir Mantas foram recrutados dois guitarristas: Mike Hickey e Jim Clare. Seu álbum de 1987 "Calm Before the Storm" apresentou um som mais polido, deixando os temas satânicos de lado para abordar a literatura de J.R.R. Tolkien. Excursionaram neste ano pela América do Sul, inclusive no Brasil, juntamente com a banda canadense Exciter. As vendas do álbum foram bem abaixo do antecessor, "Possessed". Lant, Clare e Hickey saíram do Venom após a turnê promocional e formaram um novo grupo com o nome Cronos.

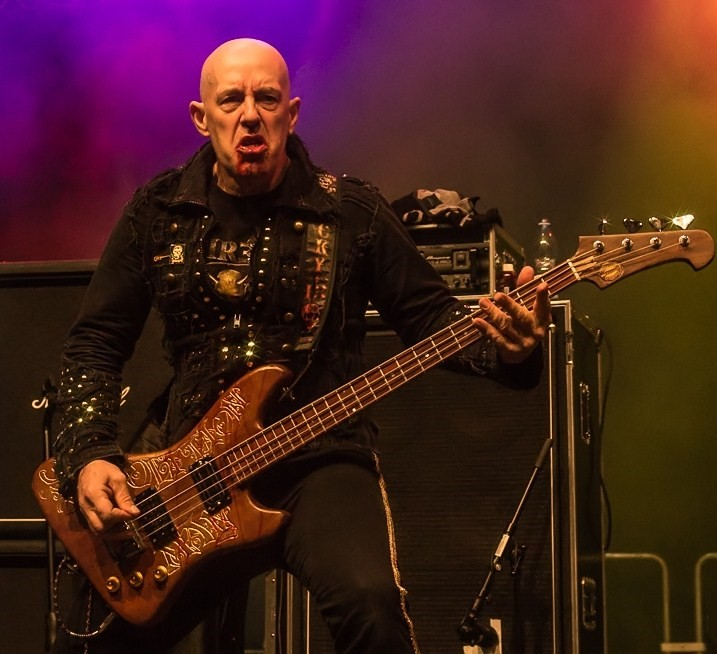
Tony "Demolition Man" Dolan durante show em 2013

Abaddon retomou contato com Mantas e convenceu-o a trabalhar com ele em um novo projeto chamado Sons of Satan. Em uma conversa por telefone com Cronos, Abaddon perguntou se ele teria algum problema em continuar usando o nome Venom em vez de Sons of Satan. O baixista disse que ele não tinha nenhuma objeção, porque eles eram membros originais do Venom e tinha todo o direito de continuar com esse nome.
Abaddon e Mantas contrataram o guitarrista Al Barnes e o substituto de Cronos, Tony Dolan, conhecido por ser o baixista do grupo britânico Atomkraft. A banda começou a trabalhar em seu próximo álbum, Prime Evil. Dolan tinha uma voz semelhante à de Cronos e era um baixista talentoso; a banda definiu o apelido de "Demolition Man" para ele. Ainda assim, Dolan não se via como um substituto para Cronos: "Não estou tentando substituir Cronos, seria loucura pensar que eu poderia fazer isso. O que ele fez nesta banda foi algo sensacional e único. Porém eu posso ser eu mesmo, e sinto que deveria trazer algo novo para Venom. É um novo começo e é do jeito que queremos seguir com a nossa música".
A banda gravou Prime Evil, em 1989, que foi muito bem recebido pela crítica, mas não por alguns fãs que alegaram estar sentindo falta de Cronos. O som da banda parece voltar às suas raízes e a re-experimentar as letras sobre satanismo. Mas o Venom ainda seguia sem recuperar sua reputação e popularidade que continuava a cair. A onda de thrash metal, iniciada na Europa pelo Venom não estava passando por um bom momento, e a tendência da década de 1990 é, na verdade, mais voltada para bandas de death metal como Cannibal Corpse e Deicide.
Tony Dolan, apesar de suas qualidades como líder, não foi bem aceito entre os fãs do grupo e sofreu as consequências: "Há pessoas que gritam para que Cronos volte em nossos concertos. Que eu gostaria que acontecesse. Mas por enquanto tudo o que peço é que as pessoas me deem a chance de mostrar o que posso fazer."
A banda mudou seu guitarrista (Al Barnes foi substituído por Steve White), continuou a turnê e acabou sendo uma sombra do que tinha sido. Dois novos álbuns foram publicados: Temples of Ice e The Waste Lands, em 1991 e 1992, respectivamente; que foram completamente ignorados pelos críticos e fãs. Nestes discos, o grupo experimentou novos sons, incluindo sintetizadores, mas mesmo assim não conseguiram chamar atenção.
Em 1993 o Venom anuncia sua separação.

### Retorno com a formação clássica (1995 - 2002)
Em 1995, Cronos retomou contato com Mantas e Abaddon com a intenção de reunir a formação clássica do Venom. A notícia da reforma da banda foi uma notícia de grande importância para a imprensa e deu esperança aos seus fãs. O Venom foi a atração principal do festival holandês Dynamo Open Air de 1996 tocando para cerca de 90.000 pessoas.
Em 1997 foi publicado o esperado álbum de reunião, Cast in Stone. Ele foi muito bem recebido pela crítica e fãs, e foi uma surpresa para muitos que esperavam um retorno ao som de Black Metal. As letras, escritas por Cronos, no entanto, seguem a linha das feitas na década de 1980. O álbum também foi lançado com um CD bônus incluindo novas versões de suas canções clássicas. Depois de uma turnê mundial, o Venom lançou o disco duplo “New, Live & Rare” em meados de 1998.
No entanto, apesar do sucesso cênico e comercial desta formação, a situação nos bastidores estava longe de ser idílica. Abaddon e Cronos não conseguiam trabalhar juntos. O baterista, que estava na banda desde o início, queria continuar como líder do grupo, apesar das tentativas de Cronos retomar o posto. Cronos respondeu que ele era um membro insubstituível dentro do grupo e, se alguém deveria sair, seria melhor este fosse Abaddon. No entanto, os três membros concordaram em tentar gravar um novo álbum.
Cronos e Mantas se reuniram em um estúdio na Alemanha para começar a compor. Para gravar as faixas de bateria Cronos chamou seu irmão Anthony "Antton" Lant como músico de estúdio. Abaddon deixou a banda permanentemente e Antton tornou-se um membro oficial. O novo álbum, chamado Resurrection, foi publicado em 2000. Embora seja geralmente referido como uma continuação do Cast In Stone, principalmente em relação as letras, a banda musicalmente inova aproximando do groove metal de bandas como Pantera, Sepultura e Soulfly. Participou no verão do mesmo ano no festival alemão Wacken Open Air como um dos headliners.

### Hiato e turnê de 25 anos (2002 - 2006)

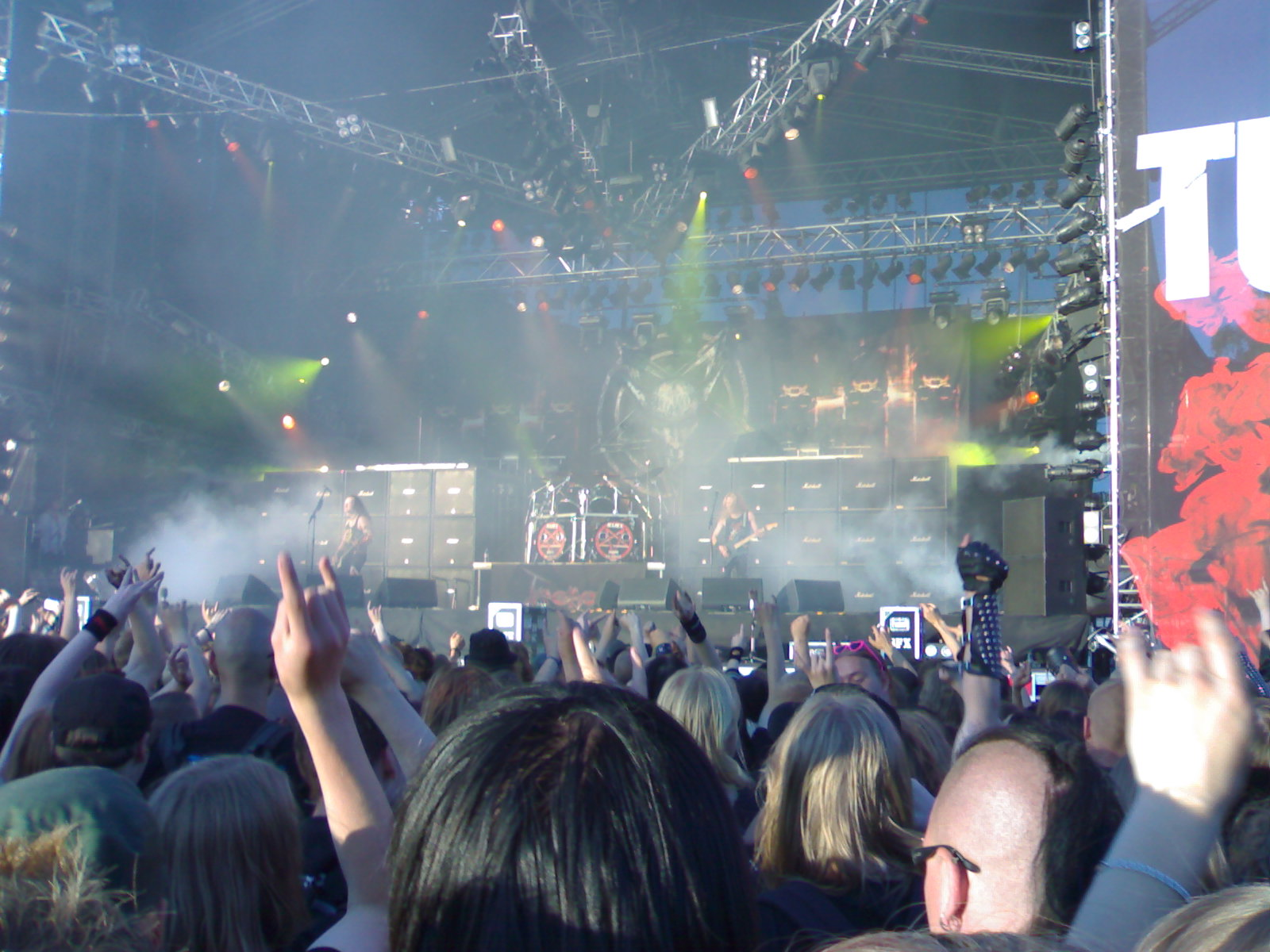
Venom no Tuska Open Air 2006.

Em fevereiro de 2002, Cronos teve um acidente durante uma escalada no País de Gales. A queda foi muito grave e o impediu de cantar e tocar seu instrumento por um tempo. Todos os shows da banda foram cancelados e Cronos começou a sua reabilitação.
Mantas aproveitou esta inesperada pausa para iniciar novos projetos: o principal deles foi a reforma de seu projeto homônimo que lançou o álbum Zero Tolerance em 2004, sendo que  Tony Dolan e Al Barnes (ex-integrantes do Venom) também tocaram no disco. Antton também participou de alguns grupos britânicos.
A década de 2000 também foi o período em que a maior parte da discografia do Venom foi remasterizada e relançada, principalmente pela Sanctuary Records, que havia reeditado grande parte dos discos de Black Sabbath e Motörhead.
Em 2004, Cronos saiu de sua reabilitação e participou do Probot, um projeto de heavy metal formado por Dave Grohl (ex-baterista do Nirvana) e no qual também colaboraram Lemmy Kilmister, King Diamond, Lee Dorrian, Tom Warrior e Max Cavalera.
Cronos anunciou logo depois que ele pretendia trazer o Venom de volta ao estúdio de gravação. Mantas disse oficialmente que não continuaria na banda. O guitarrista ainda concordou em colaborar com a composição do álbum e afirmou que Cronos era livre para usar o nome Venom à vontade e lançar o álbum que quisesse. Mantas fundou logo depois a banda Dryll.
Para substituir Mantas, Cronos chamou seu ex-colega Mike Hickey, que já tinha substituído Mantas na gravação do álbum Calm Before The Storm. Depois da separação do projeto homônimo de Cronos, em 1995, Mike Hickey trabalhou com bandas como Carcass e Cathedral. Em seu retorno ao Venom, ele escolheu o pseudônimo de "Mykvs".
Depois de reformar a banda com uma formação completamente nova, o Venom começou a trabalhar em um novo álbum. Foi publicado em 2006 e intitulado Metal Black. O título e a capa do álbum fazem uma referência óbvia ao seu álbum Black Metal, anunciando uma vontade real do grupo de regressar às suas origens. O álbum é notável por ser menos produzido do que seu álbum anterior, Resurrection. Os riffs são menos desenvolvidos e as letras estão no limite da auto-paródia. O álbum, promovido pelo single "Antichrist" (primeiro single publicado pelo Venom em mais de 15 anos), foi um sucesso e foi seguido por uma extensa turnê. A rota passou pela Europa central, Reino Unido, Escandinávia e, eventualmente, nos Estados Unidos. Phil Anselmo, ex-vocalista do Pantera foi convidado para cantar com a banda em diversas datas.

### História recente (2007 - atualmente)

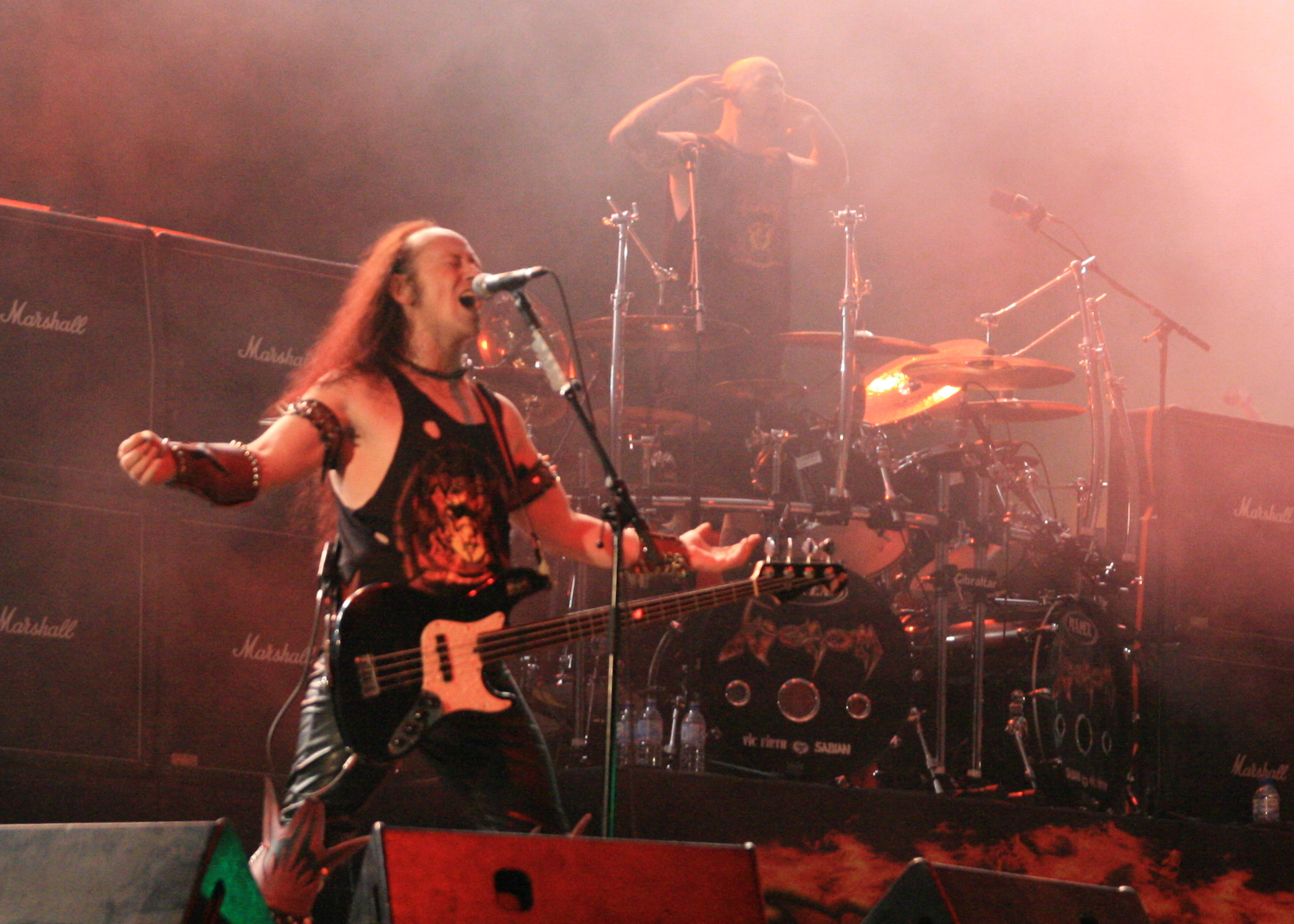
Venom tocando no Hellfest Open Air de 2008.

Mike Hickey deixou a banda em 2007 por motivos pessoais. Ele foi substituído por Stuart Dixon (aka "Rage"), um jovem e desconhecido guitarrista de Newcastle.  Com a nova formação, o Venom seguiu o seu caminho, e publicou em 2008, o álbum Hell. Apesar da relativa falta de originalidade, o álbum foi consideravelmente bem sucedido.
A banda fez uma turnê após o lançamento do álbum. Dentre eles, o grupo fez alguns shows importantes, principalmente a participação como headline no festival francês Hellfest em 2008. O grupo não tocava na França desde os anos 80. A banda também encabeçou o Festival Rock'em All em Atenas, acompanhado por Iced Earth.

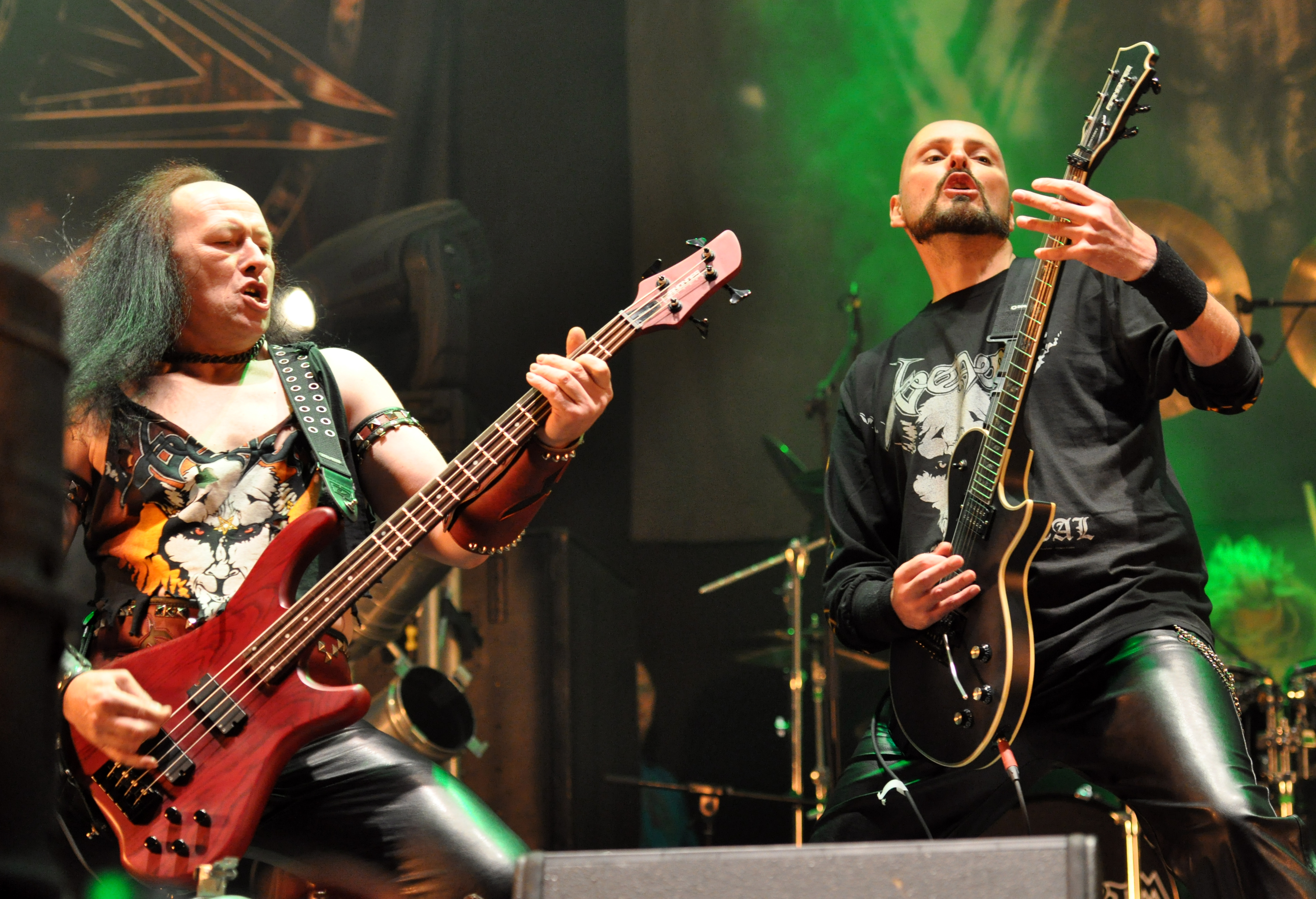
Venom no Party.San Metal Open Air 2013

Em 2009, Antton, baterista do Venom desde 2000, anunciou sua saída do grupo. Antton disse que estava satisfeito com o seu papel como sucessor de Abaddon, mas precisava de mais tempo para o projeto DefConOne. Cronos encontrou seu substituto Danny Needham, um jovem baterista que tocou no projeto solo de Tony Martin (ex-vocalista do Black Sabbath). Needham recebeu o apelido de "Dante".
O grupo se apresentou em Dezembro de 2009 em uma mini-tour de 5 datas na América do Sul chamada  "The South American Datas Of Hell 2009". A tour foi um evento pequeno, já que a banda não tocava na América do Sul desde a turnê do álbum Calm Before the Storm, em 1988. Em fevereiro de 2010, anunciaram o lançamento de um novo álbum no verão. Em agosto, pela primeira, vez participaram do festival de metal extremo norueguês Hole in the Sky como headliners.
Foi divulgado em 2011 um novo álbum de inéditas, "Fallen Angels". Nos anos que se seguiram, a banda se apresentou em inúmeros festivais de metal pelo mundo como: Getaway Rock Festival,  70000 Tons of Metal (2012),  Masters of Rock,   Party.San Metal Open Air (2013), Maryland Deathfest XI, Hell & Heaven Metal Fest e Brutal Assault XIX (2014).
No fim de 2014, a banda confirmou o lançamento de seu décimo quarto disco de estúdio, From the Very Depths, que ocorreu em 27 de janeiro de 2015.

## Influência
Os álbuns  Welcome to Hell e Black Metal influenciaram inúmeras bandas de metal posteriormente. A música do Venom ajudou a moldar o desenvolvimento de muitos grupos de thrash metal, especialmente o "Big Four of Thrash"  (Slayer, Metallica, Anthrax e Megadeth): o Metallica veio a abrir um show do Venom no início dos anos 1980, e o Slayer executou junto a eles a Combat Tour de 1985. O Venom também seria de extrema importância para o black metal e para a cena inicial do death metal, com diversas bandas copiando o estilo, temas e a imagem da banda, tal como os suíços do Hellhammer também foram pioneiros do gênero. Além dos mencionados, outros grupos que citaram o Venom como influência e que já fizeram versões cover de suas canções, destacam-se: Aura Noir, Acheron, Behemoth, Carpathian Forest, Hypocrisy, Mayhem, Obituary, Burzum, Immortal, Darkthrone, Cradle of Filth, Pantera, Devildriver, Therion, Satanic Warmaster, entre outras.
Tanto a banda quanto seus discos figuram em listas de melhores e mais importantes dentro do heavy metal ao longo dos anos.

## Membros
Formação atual

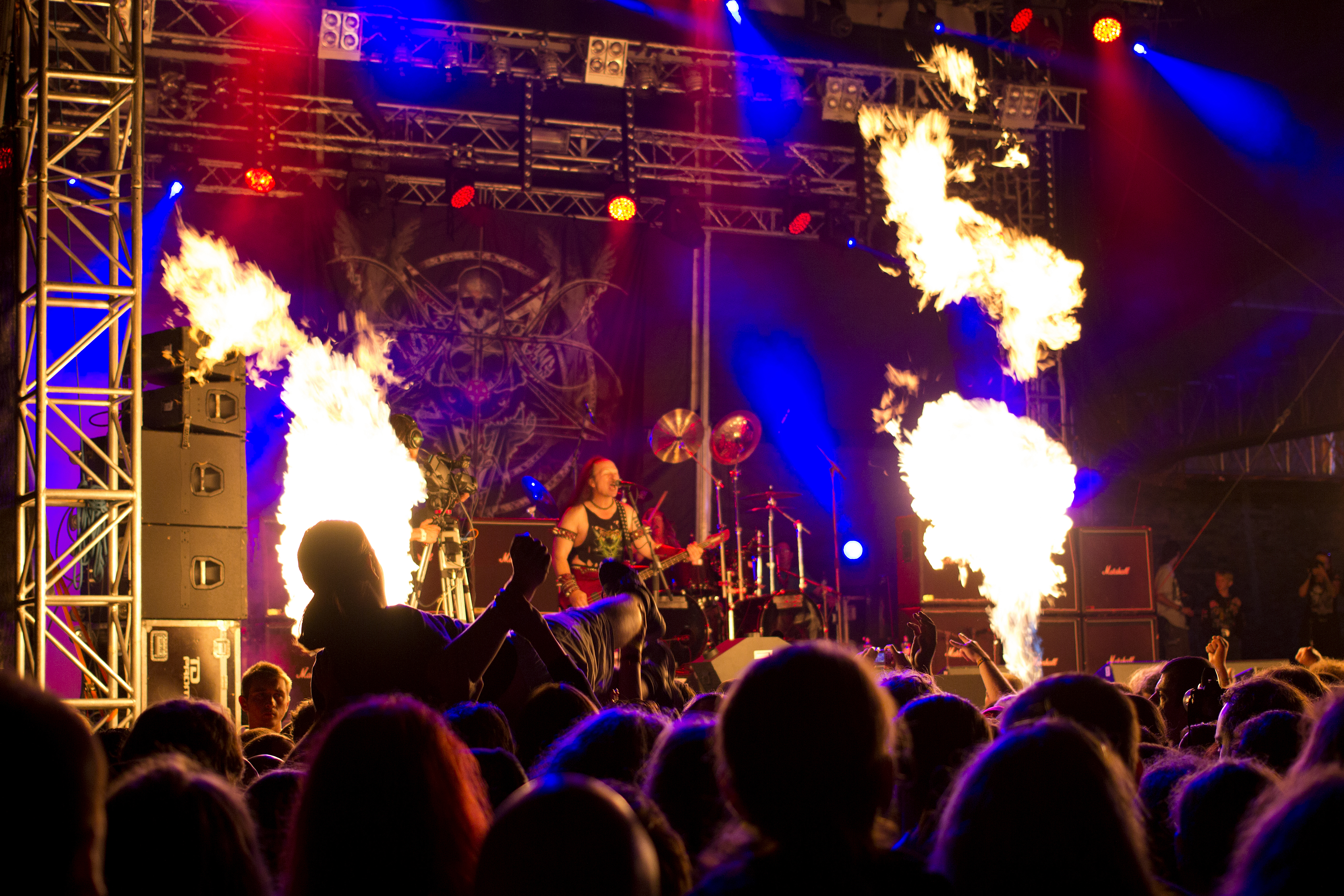
Venom no Brutal Assault 2014

- Cronos (Conrad Lant) — vocal (1980-1987, 1995-hoje), baixo (1979-1987, 1995-hoje), guitarra (1979)
- La Rage (Stuart Dixon) — guitarra (2008-hoje)
- Dante (Danny Needham) — bateria (2009-hoje)

Ex-membros
- Mantas (Jeff Dunn)  — guitarra (1979-1985, 1989-1992, 1995-2004)
- Abaddon (Tony Bray) — bateria (1979-1992, 1995-1999)
- Jesus Christ (Clive Archer) — vocal (1979-1980)
- Alan Winston — baixo (1979)
- Mykus (Mike Hickey) — guitarra (1987, 2005-2007)
- James Clare — guitarra, teclado (1987)
- Demolition Man (Tony Dolan) — vocal, baixo (1989-1992)
- Alisdair Barnes — guitarra, baixo (1989-1991)
- Trevor Sewell — teclado (1979-1985, 1989-1992, 1995-2004)
- War Maniac (Steve White) — guitarra (1992)
- Antton (Antony Lant) — bateria (2000-2009)

## Discografia
| Álbuns de estúdio - Welcome to Hell (1981) - Black Metal (1982) - At War with Satan (1984) - Possessed (1985) - Calm Before the Storm (1987) - Prime Evil (1989) - Temples of Ice (1991) - The Waste Lands (1992) - Cast in Stone (1997) - Resurrection (2000) - Metal Black (2006) - Hell (2008) - Fallen Angels (2011) - From the Very Depths (2015) - Storm the Gates (2018) Singles e EP - In League with Satan (single, 1981) - Bloodlust (single, 1982) - Die Hard (single, 1983) - Manitou (EP, 1984) - Warhead (single, 1984) - Hell at Hammersmith (EP, 1985) - American Assault (EP, 1985) - Canadian Assault (EP, 1985) - French Assault (EP, 1985) - Scandinavian Assault (EP, 1985) - Manitou (single, 1985) - Nightmare (single, 1985) - German Assault (EP, 1987) - Tear Your Soul Apart (EP, 1990) - Venom '96 (EP, 1996) - Antechrist (single, 2006) - Hammerhead (single, 2011) | Álbuns ao vivo - Official Bootleg (1986) - Eine Kleine Nachtmusik (1986) - The Second Coming (1997) - Bitten (2002) - Witching Hour (2003) Coletâneas - Japanese Assault (1985) - From Hell to the Unknown... (1985) - The Singles 1980-1986 (1986) - Acid Queen (1991) - In Memorium (1991) - The Book of Armageddon (1992) - Leave Me in Hell (1993) - Skeletons in the Closet (1993) - Kissing the Beast (1993) - Old, New, Borrowed and Blue (1993) - Black Reign (1996) - From Heaven to the Unknown (1997) - New, Live, and Rare (1998) - Buried Alive (1999) - The Collection (2000) - Court of Death (2000) - The Venom Archive (2001) - Greatest Hits & More (2001) - Kissing the Beast (2002) - Darkest Hour (2002) - Welcome to Hell (2002) - Lay Down Your Soul! (2002) - In League with Satan (2003) - Witching Hour - The Best of Venom (2003) - The Seven Gates of Hell - Singles 1980-1985 (2003) - MMV (2005) |

## Vídeos
- Combat Tour Live: The Ultimate Revenge (1985)
- Hell at Hammersmith (1985)
- Alive in '85 (1986)
- Metal City (1987)
- Live '90 (1990)
- The Second Coming (1996)
- Live in London 85 (2004)

## Tributos
- In the Name of Satan - A Tribute to Venom (1998)
- In the Sign of the Horns: A Tribute to Venom (2000)